# Autophila catephenoides
Autophila catephenoides là một loài bướm đêm trong họ Erebidae.